# Guglielmo di Tudela
Guglielmo di Tudela, in francese Guillaume de Tudèle, in occitano Guilhèm de Tudèla (fl. 1199-1214), è stato uno scrittore e poeta spagnolo, autore della prima parte della Chanson de la Croisade o Cançon de la Crosada, un poema epico in lingua occitana che fornisce un resoconto contemporaneo della Crociata albigese contro i catari.

## Biografia
Secondo le informazioni che fornisce lui stesso nei primi versi del suo poema, Guglielmo nacque a Tudela in Navarra (Spagna). Si presenta come maestro e chierico, indicando anche che ha fatto degli studi e che ha ricevuto gli ordini minori. Precisa inoltre che ha studiato nonostante tutto la geomanzia.
Verso il 1199, Guglielmo di Tudela arriva a Montauban all'età di undici anni. La sua conoscenza del futuro, afferma, per mezzo della geomanzia, lo portò nel 1210 a Bruniquel, appena concessa a Baldovino, fratello del conte Raimondo VI di Tolosa e intrigato con lui. Il risultato di questo mutamento di domicilio (e forse uno dei suoi scopi) lo porta ad entrare al servizio di Baldovino. Diventa dunque canonico di Saint-Antoine (località che Simone IV di Montfort aveva per l'appunto conquistata nel corso della crociata contro gli albigesi e concessa a Baldovino).

## La sua opera
Guglielmo comincia dunque a comporre nel 1210 la prima parte del poema epico, la Canso de la Crosada, portato a termine, a quanto sembra, nel 1213, almeno nella sua forma che oggi conosciamo.
La nostra conoscenza riguardo alla sua vita arriva fino al 1213 o 1214, allorché Baldovino viene catturato (17 febbraio 1214) e giustiziato per mano di suo fratello Raimondo. Difatti Guglielmo nella sua opera ci parla di Baldovino ancora vivo. Infine il poema termina prima della battaglia di Muret del 12 settembre del 1213: il passaggio di Baldovino nel campo avverso dei vincitori, durante la battaglia in cui Raimondo perdette Tolosa e Pietro II d'Aragona la vita, servì da prestesto per la condanna a morte di Baldovino, in quanto traditore. Se Guglielmo sia sopravvissuto a questi eventi, sarà stato probabilmente costretto a interrompere la storia di questi episodi. La seconda parte della Canso infatti venne scritta da un altro poeta che resta anonimo, anche se sono state fate congetture sulla sua identità. Saverio Guida avanza l'ipotesi che l'autore della seconda parte della Crosada possa essere stato Gui de Cavalhon.